# Valère Novarina
Pour les articles homonymes, voir Novarina.
Valère Novarina est un auteur de théâtre, essayiste, metteur en scène et peintre franco-suisse, né le 4 mai 1942 à Chêne-Bougeries, dans la banlieue de Genève.

## Biographie
Valère Novarina est le premier enfant de l'architecte Maurice Novarina (1907–2002) et de la comédienne Manon Trolliet, sœur cadette du poète Gilbert Trolliet. Son frère Patrice, architecte et plasticien, est né le 30 juin 1944. Valère Novarina passe son enfance et son adolescence à Thonon-les-Bains, ville du Chablais savoyard.
Après le baccalauréat, il étudie la philosophie et la philologie à la Sorbonne et rédige un mémoire d'université sur Antonin Artaud, théoricien du Théâtre.
Sa première pièce (L'Atelier volant) est mise en scène en 1974 par Jean-Pierre Sarrazac. En 1976, il écrit Falstafe, une libre adaptation des deux Henry IV de William Shakespeare, à la demande de Marcel Maréchal qui la crée en 1975 au théâtre du Gymnase de Marseille,.
En 1987, il est remarqué pour la mise en scène de sa pièce Le Discours aux animaux, notamment à Villeneuve-lès-Avignon dans le cadre du Festival d'Avignon avec une interprétation mémorable d'André Marcon.
Il a mis en scène plusieurs de ses pièces : Le Drame de la vie, Vous qui habitez le temps, Je suis, La Chair de l'homme, Le Jardin de reconnaissance, L'Origine rouge, La Scène, L'Acte inconnu, Le Vrai Sang. Il a réalisé deux émissions pour l'Atelier de création radiophonique sur France Culture : Le Théâtre des oreilles (1980) et Les Cymbales de l'homme en bois du limonaire retentissent (1994).
Au cinéma, trois films ont utilisé des extraits de ses textes[réf. souhaitée] : Zanzibar (1989), réalisé par Christine Pascal, Soigne ta droite (1987) et Nouvelle vague (1990), réalisés par Jean-Luc Godard.
Valère Novarina entre au répertoire de la Comédie-Française en 2006, avec L'Espace furieux (1997),.
C'est un habitué de longue date du Festival d'Avignon, où il a été régulièrement invité depuis le premier mandat de Bernard Faivre d'Arcier. En 2007, il ouvre le festival dans la cour d'honneur avec son spectacle L'Acte inconnu,. En 2015, il présente sa pièce Le Vivier des Noms au Cloître des Carmes où il rencontre un grand succès ,.
En 2017, il est candidat au fauteuil 37 de l'Académie française, laissé vacant par la mort de René Girard, mais c'est Michel Zink qui est élu.

## Le théâtre de Novarina
Selon Nicolas Tremblay

« l'œuvre de Valère Novarina se résume pour l'essentiel à un théâtre de paroles. L'action de ses textes se déroule sur un plateau épuré et presque libre de tout décor, où les personnages entrent et sortent gratuitement, sans que leur va-et-vient réponde à une causalité. L'intérêt de cette présence théâtrale sans queue ni tête réside dans ses répliques surgissant de nulle part et dans leur étrangeté tantôt mystique, tantôt bouffonne.
Le théâtre novarinien, obsédé par le Verbe et son avènement, provoque constamment la séparation entre le Corps et la Voix, dans un excès jubilatoire qui tient de la fête primitive. »

Sa théorie théâtrale et sa pensée philosophique sont remarquablement bien énoncées dans son opuscule Pour Louis de Funès suivi de Lettre aux acteurs (qui ont été repris avec d'autres textes très éclairants dans : Devant la parole en 1999) et permet de ressaisir ses pièces qui peuvent parfois déconcerter. Au fond, la question fondamentale et récurrente chez Novarina semble être : pourquoi l'animal humain est-il doté de la parole ? Autrement dit, pourquoi la viande et le verbe se sont ils rencontrés ? D'où, toute une problématique du trou par lequel la parole traverse le corps. Au théâtre, au fond, selon Valère Novarina, on vient revoir l'éternel prodige se produire comme au premier jour : on vient entendre des animaux parler,.
Pour Novarina, « le théâtre permet de reprendre conscience » que le langage n’est pas une chaîne de concepts mécaniques mais un fluide, une danse, une matière vive. « Il invoque les mots, explore le langage, véritable matière qui comble le vide scénique et donne corps aux personnages ». Dans Le Vivier des noms, 1 100 personnages sont évoqués, appelés, présentés, au cours de cinquante-deux scènes indépendantes, « véritable magma poétique, où les mots se caressent et s'évitent, en dévoilant la condition humaine ».

## Œuvres

### Théâtre
- L'Atelier volant (1974), pièce de théâtre.
- Falstafe (1976), éd. Ch. Bourgois, pièce de théâtre d'après Henry IV de Shakespeare, rééd. P.O.L, 2008, créé au théâtre du Gymnase de Marseille en 1976 et reprise au Théâtre national de Chaillot de Paris.
- Le Babil des classes dangereuses (1978), éd. Ch. Bourgois (rééd. 2011), roman théâtral.
- La Lutte des morts (1979), éd. Ch. Bourgois, roman théâtral.
- Lettre aux acteurs (1979), éd. l'Énergumène.
- Le Drame de la vie (1984), éd. P.O.L, rééd. Poésie/Gallimard, 2003, pièce de théâtre, créée au Festival d'Avignon, reprise au Festival d'automne à Paris ; Le Drame de la vie - fragment, créée au Théâtre Nanterre-Amandiers.
- Le Monologue d'Adramelech (1985), pièce de théâtre, créée au Festival d'Avignon, reprise au Festival d'automne à Paris.
- Cent dessins (1986).
- Pour Louis de Funès (1986).
- Le Discours aux animaux (1987), pièce de théâtre, créée au Festival d'Avignon, reprise au Festival d'automne à Paris.
- Théâtre (juin 1989), ce volume réunit les cinq premiers textes publiés par Valère Novarina et qui étaient épuisés : L'Atelier volant, Le Babil des classes dangereuses, Le Monologue d'Adramélech, La Lutte des morts, Falstafe.
- Le Théâtre des paroles (1989) (rééd. 2009).
- Vous qui habitez le temps (1989), pièce de théâtre, créée au Festival d'Avignon, reprise au Festival d'automne à Paris.
- Pendant la matière (1991).
- Je suis (1991), pièce de théâtre, créée au théâtre de la Bastille dans le cadre du Festival d'automne à Paris.
- L'Animal du temps (1993), adaptation théâtrale.
- L'Inquiétude (1993), adaptation théâtrale, créée au Festival d'Avignon, reprise au Festival d'automne à Paris.
- Le Feu (1994), écrit avec Thérèse Joly.
- La Loterie Pierrot (1995).
- La Chair de l'homme (1995), pièce de théâtre, créée au Festival d'Avignon.
- Le Repas (1996).
- Le Jardin de reconnaissance (1997), pièce de théâtre, créée au théâtre de l'Athénée à Paris.
- L'Espace furieux (1997), inscrit au répertoire de la Comédie-Française.
- L'Avant-dernier des hommes (1997).
- L'Opérette imaginaire (1998).
- Devant la parole (1999).
- L'Origine rouge (2000), pièce de théâtre, créée au Festival d'Avignon.
- L'Équilibre de la croix (2003).
- La Scène (2003), pièce de théâtre, créée pour le Festival d'Avignon et pour le théâtre Vidy-Lausanne.
- Lumières du corps (2006), recueil d'aphorismes sur le théâtre, éd. P.O.L.
- L'Acte inconnu (2007), pièce de théâtre, créée pour le Festival d'Avignon (cour d'honneur).
- Le Monologue d'Adramélech (2009), éd. P.O.L.
- L'Envers de l'esprit (2009), éd. P.O.L.
- Le Vrai Sang (2010), création (mise en scène de l'auteur) à l'Odéon-théâtre de l'Europe[22], Paris, janvier 2011, éd. P.O.L, 2011
- Je, tu, il (2012), éditions Arfuyen.
- La Quatrième Personne du singulier (2012), éd. P.O.L.
- Jean Dubuffet, Valère Novarina, Personne n’est à l’intérieur de rien (Correspondance, 1978-1985), L’Atelier contemporain, (2014).
- Le Vivier des noms (2015), éd. P.O.L.
- Voie négative (2017), éd. P.O.L.
- L'Homme hors de lui (2018), éd. P.O.L, création (mise en scène de l'auteur) au Théâtre national de la Colline à Paris.
- L'Animal imaginaire (2019), éd. P.O.L, création (mise en scène de l'auteur) à l'Odéon-théâtre de l'Europe.
- Le Jeu des ombres (2020), éd. P.O.L, création par le TNP Villeurbanne à la Fabrique A à Avignon.
- Les Personnages de la pensée (2023), éd. P.O.L, création (mise en scène de l'auteur) au Théâtre national de la Colline.

### Livres audio
- L’Opérette imaginaire, production Compagnie Claude Buchvald, Paris, 1999.
- Le Discours aux animaux par André Marcon, Tristram, Auch, 2004.
- Le Vrai Sang, Héros-Limite, Genève, 2006.
- Au Dieu inconnu, séquence de La Chair de l’homme et scène de L’Origine rouge par Laurence Mayor et Daniel Znyk, P.O.L / Dernière bande, 2006.
- Journal du drame, Lecture, 1981, Le Bleu du ciel, Coutras, 2009.

### Roman
- La Clef des langues (2023), éd. P.O.L.

### Traduction
- « Livre d'Amos » (avec Marc Dubreucq) dans La Bible, Paris, Bayard, 2001.
- L'Origine rouge (2000), traduction par Flavia Goian (traduction en cours, 2024)

## Carrière

### Comédien
- 1968 : Homme pour homme de Bertolt Brecht, mise en scène Jean-Pierre Dougnac, théâtre du Midi.
- 2013 : Les Pieds bleus, lecture de textes et chansons tirés de l’œuvre de Valère Novarina, accompagnée par Christian Paccoud au chant et à l'accordéon, Bouffes du Nord (Paris) et Festival des Fromages de Chèvres (Courzieu).

### Metteur en scène
- 1986 : Le Drame de la vie, Festival d'Avignon, Festival d'automne à Paris Théâtre Nanterre-Amandiers.
- 1989 : Vous qui habitez le temps, Festival d'Avignon.
- 1991 : Je suis, Festival d'automne à Paris Théâtre de la Bastille.
- 1995 : La Chair de l'homme, Festival d'Avignon, Théâtre du Rond-Point.
- 1997 : Le Jardin de reconnaissance, Théâtre de l'Athénée-Louis-Jouvet.
- 2000 : L'Origine rouge, Festival d'Avignon, Festival d'automne à Paris, Théâtre national de la Colline, Théâtre national de Strasbourg.
- 2003 : La Scène, Théâtre Vidy-Lausanne, Théâtre national de la Colline.
- 2006 : L'Espace furieux, Comédie-Française.
- 2007 : L'Acte inconnu, Festival d'Avignon, Théâtre national de la Colline, TNP Villeurbanne.
- 2009 : Le Monologue d'Adramélech, Théâtre Vidy-Lausanne, Théâtre de la Bastille.
- 2009 : L'Opérette imaginaire (Képzeletbeli Operett), Debrecen.
- 2011 : Le Vrai Sang, Odéon-Théâtre de l'Europe.
- 2012 : L’Atelier volant, Théâtre du Rond-Point.
- 2015 : Le Vivier des noms, Cloître des Carmes, Festival d'Avignon.
- 2019 : L’Animal imaginaire, Théâtre de la Colline[23].

### Dessins et peinture
Valère Novarina est également dessinateur et peintre.

## Distinctions

### Prix
- 2003 : Prix Marguerite-Duras pour L’Origine rouge.
- 2007 : Grand prix du théâtre de l’Académie française.
- 2011 : Nomination au Molière de l'auteur francophone vivant pour Le Vrai Sang.
- 2011 : Prix de la meilleure création d'une pièce en langue française du Syndicat de la critique pour Le Vrai Sang.
- 2011 : Prix Jean-Arp de littérature francophone pour l'ensemble de son œuvre[25].

### Décorations
- Commandeur de l'ordre des Arts et des Lettres Il est fait commandeur le 21 mars 1995[26].
- Officier de la Légion d'honneur (2025)[27]. Chevalier le 31 décembre 2001[28].

### Hommages
Un hommage lui a été rendu à Strasbourg les 30 et 31 mars 2012 à l'occasion de la remise du prix Jean-Arp dans le cadre des 7e Rencontres européennes de littérature.
En août 2018, son œuvre a été l'objet d'un colloque du Centre culturel de Cerisy, organisé par Marion Chénetier-Alev, Sandrine Le Pors et Fabrice Thumerel.